# Zebrasoma veliferum

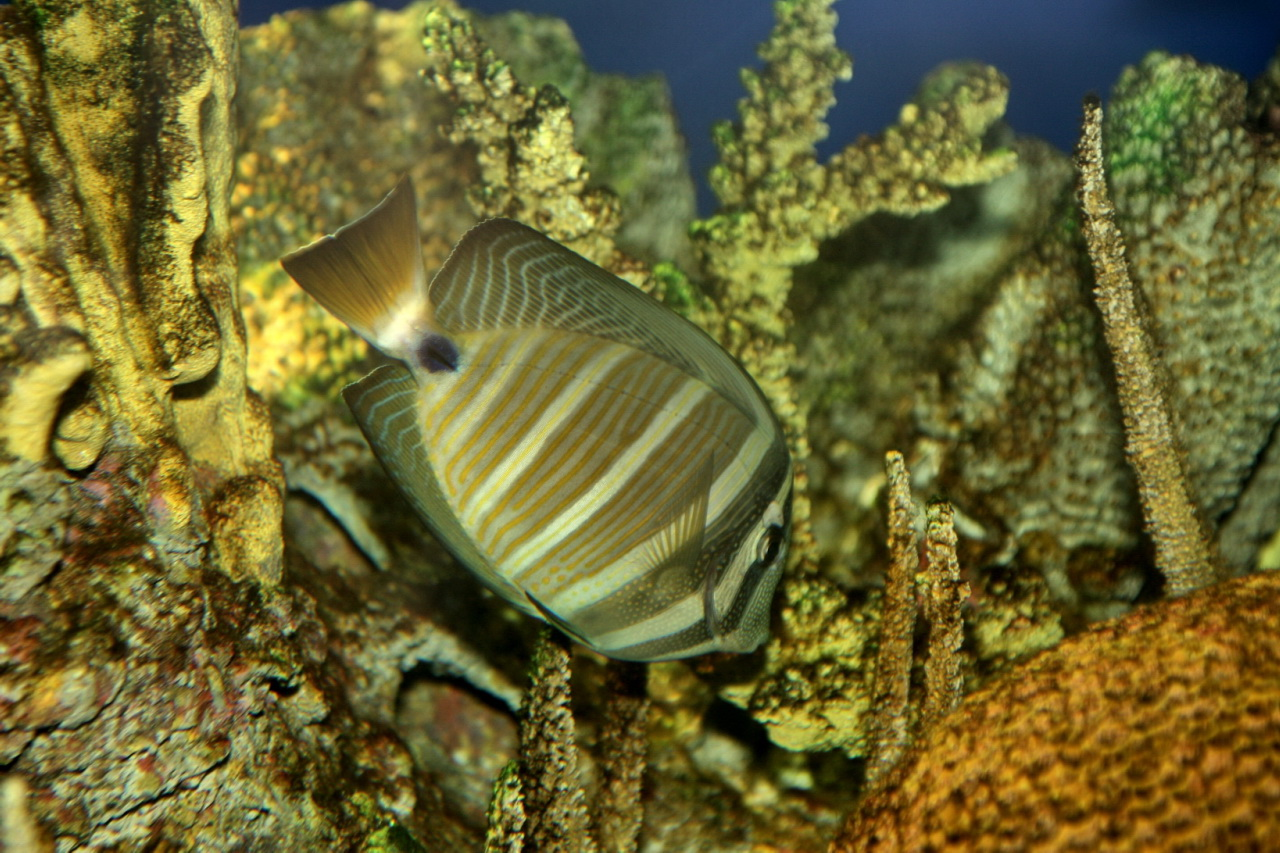
Zebrasoma veliferum en un aquari

Zebrasoma veliferum és una espècie de peix pertanyent a la família dels acantúrids.

## Descripció
- Pot arribar a fer 40 cm de llargària màxima.
- 4-5 espines i 29-33 radis tous a l'aleta dorsal i 3 espines i 23-26 radis tous a l'anal.
- Aleta dorsal molt elevada.[3]

## Alimentació
Menja algues.

## Depredadors
És depredat per Cephalopholis argus.

## Hàbitat
És un peix marí, associat als esculls i de clima tropical (24 °C-28 °C; 29°N-25°S, 33°E-140°W) que viu entre 1 i 30 m de fondària (normalment, entre 2 i 30).

## Distribució geogràfica
Es troba a l'Índic occidental (Moçambic) i el Pacífic (des d'Indonèsia fins a les illes Hawaii, les Tuamotu, el sud del Japó, el sud de la Gran Barrera de Corall, Nova Caledònia i l'illa Rapa).

## Costums
És bentopelàgic.

## Observacions
És inofensiu per als humans i gens verinós.